# Баталов, Григорий Михайлович
Григо́рий Миха́йлович Бата́лов (бел. Рыгор Міхайлавіч Баталаў; 15 [28] января 1915 года, Витебск — 19 сентября 1988 года, Киев) — советский офицер и военачальник, участник Великой Отечественной войны, командир 229-го гвардейского стрелкового полка 72-й гвардейской стрелковой дивизии 7-й гвардейской армии Степного фронта, гвардии майор.
Герой Советского Союза (26.10.1943). Генерал-лейтенант (1959).

## Молодость и служба до войны
Родился 15 (28) января 1915 года в Витебске в семье рабочего. Белорус. Окончил неполную среднюю школу. Работал слесарем автомобильного гаража треста «Союзтранс» в Витебске.
В сентябре 1934 года призван в ряды Красной армии. В 1937 году окончил Минское военно-пехотное училище, как один из лучших выпускников был оставлен в училище командиром учебного пулемётного взвода, помощником командира и командиром пулемётной роты. Член ВКП(б) с 1939 года.

## Великая Отечественная война
В боях Великой Отечественной войны с июня 1941 года. На базе училища был сформирован сводный отряд, в котором командир роты старший лейтенант Баталов воевал на Западном фронте. Участник оборонительного Белорусского и Смоленского оборонительных сражений. В сентябре 1941 года отозван с фронта на учёбу. В 1942 году окончил ускоренный курс Военной академии РККА имени М. В. Фрунзе.
С января 1942 года был помощником начальника оперативного отделения штаба 29-й стрелковой дивизии Среднеазиатского военного округа (дивизия формировалась в Акмолинске), в июле назначен начальником оперативного отделения. 16 июля дивизия прибыла на Сталинградский фронт, а уже 21 июля вступила в бой в составе передовых отрядов 64-й армии. В рядах дивизии прошёл всю Сталинградскую битву, начиная от оборонительных боёв под Цимлянской и августовских контрударов на Дону, до многомесячной обороны южнее Сталинграда, контрнаступления и ликвидации окруженной 6-й немецкой армии. В январе 1943 года капитан Баталов назначен командиром 229-го стрелкового полка этой дивизии. За героизм в Сталинградской битве армия, дивизия и полк стали гвардейскими (приказ народного комиссара обороны СССР от 1 марта 1943 года), получив соответственно наименования 7-я гвардейская армия, 72-я гвардейская стрелковая дивизия и 229-й гвардейский стрелковый полк. В этом составе Г. М. Баталов воевал и далее.
Из-под Сталинграда в начале весны 1943 года прибыл на Воронежский фронт, с июля 1943 года воевал на Степном фронте, с октября 1943 года — на 2-м Украинском фронте. Уже следующее сражение, в котором участвовал полк Баталова, по своим накалу и тяжести оказалось ничем не легче, чем битва под Сталинградом.
Беспримерный героизм воины-гвардейцы проявили в Курской битве. Утром 5 июля 1943 года 229-й гвардейский стрелковый полк под командованием гвардии майора Г. М. Баталова вел оборонительные бои со значительно превышающими силами армейской группы «Кемпф» в районе населённых пунктов Маслова Пристань и Карнауховка Шебекинского района Белгородской области. Согласно архивным документам[каким?] штаб 72-й гвардейской стрелковой дивизии донес, что в течение 5 — 6 июля 1943 года из двух батальонов полка гвардии майора Г. М. Баталова в Карнауховке и Масловой Пристани пропало без вести и в дальнейшем не вернулось в полк 686 бойцов и командиров, в том числе из 2-го батальона — 169, а из 3-го батальона — 517. Практически все пропавшие без вести погибли на поле боя, отражая непрерывные атаки немецких танков и пехоты. А полк продолжал держать оборону, отходя от рубежа к рубежу на заранее подготовленные позиции и ни разу не оставив рубеж без приказа. 12 июля в районе совхоза «Поляна» противник был окончательно остановлен. В ходе контрнаступления 23 июля 1943 года 229-й гвардейский стрелковый полк вышел на правый берег реки Северский Донец, полностью заняв Маслову Пристань и восстановив линию фронта, занимаемую им до начала Курской битвы. Затем полк наступал в Белгородско-Харьковской и Полтавско-Кременчугской наступательных операциях.
Командир 229-го гвардейского стрелкового полка (72-я гвардейская стрелковая дивизия, 25-й гвардейский стрелковый корпус, 7-я гвардейская армия, Степной фронт) гвардии майор Г. М. Баталов проявил исключительное мужество в ходе битвы за Днепр. Его полк, усиленный артиллерией и танками, был назначен передовым отрядом дивизии и получил задачу скорейшего выхода к Днепру. Выполнив эту задачу, в ночь на 25 сентября 1943 года 229-й гвардейский стрелковый полк гвардии майора Г. М. Баталова первым в дивизии с ходу форсировал Днепр на подручных и самодельных переправочных средствах у села Бородаевка Верхнеднепровского района Днепропетровской области Украинской ССР и захватил плацдарм. В ночь на 26 сентября 1943 года ворвался в село Бородаевка и, продвинувшись на 4 километра, нанёс противнику большой урон в живой силе и технике. В результате его действия созданный плацдарм был расширен и надёжно закреплён, на него начали переправляться главные силы дивизии.
За успешное форсирование реки Днепр, прочное закрепление и расширение плацдарма на западном берегу реки Днепр и проявленные при этом отвагу и геройство, Указом Президиума Верховного Совета СССР от 26 октября 1943 года гвардии майору Григорию Михайловичу Баталову присвоено звание Героя Советского Союза с вручением ордена Ленина и медали «Золотая Звезда» (№ 1408).
Затем командиром полка участвовал в Кировоградской и Уманско-Ботошанской наступательных операциях. В мае 1944 года стал заместителем командира 72-й гвардейской стрелковой дивизии, участвуя на этом посту в Ясско-Кишиневской и Дебреценской наступательных операциях. В начале последней операции, в бою 8 октября 1943 года под городом Регин в северной Румынии, был тяжело ранен. Вернулся в строй в январе 1945 года и принял участие в Венской наступательной операции, причём с 25 марта по 25 апреля 1945 года временно исполнял должность командира дивизии после ухода на повышение её прежнего командира Героя Советского Союза гвардии генерал-майора А. И. Лосева. Освобождал Румынию, Венгрию, Австрию, Чехословакию.

## Послевоенная биография
После Победы в Великой Отечественной войне продолжал службу в Советской армии. Служил по-прежнему заместителем командира 72-й гвардейской стрелковой дивизии в Центральной группе войск до самого расформирования дивизии. С марта 1946 — командир 357-го гвардейского стрелкового полка 114-й гвардейской стрелковой дивизии Киевского военного округа, с июня 1946 — командир сформированной на основе 114 гв сд 114-й гвардейской воздушно-десантной дивизии Белорусского военного округа. В мае 1947 года в дивизии случилось чрезвычайное происшествие с гибелью военнослужащих, за что полковник Баталов был снят с должности командира дивизии и назначен командиром 346-го гвардейского воздушно-десантного полка 104-й гвардейской воздушно-десантной дивизии, в сентябре 1948 года переведён командовать 104-м гвардейским посадочным воздушно-десантным полком 21-й гвардейской воздушно-десантной дивизии. В сентябре 1949 года направлен учиться в академию.
В 1952 году окончил Военную академию имени М. В. Фрунзе, в ноябре этого года назначен заместителем командира 36-й отдельной стрелковой бригады Уральского военного округа, в ноябре 1953 года стал заместителем командира 417-й стрелковой дивизии в Забайкальском военном округе. С мая 1954 года командовал 36-й стрелковой дивизией в Забайкалье, с апреля 1956 — 49-й стрелковой дивизией в Северо-Кавказском военном округе (в июне 1956 дивизию передали в Закавказский военный округ и перевели в Баку, в феврале 1957 года дивизия переформирована в мотострелковую с сохранением прежнего номера). С ноября 1957 года вновь учился.
В 1959 году окончил Военную академию Генерального штаба ВС СССР. С октября 1959 — первый заместитель командующего — член Военного совета 38-й армии Прикарпатского военного округа. С апреля 1962 года был представителем Главнокомандующего Объединёнными Вооружёнными силами государств — участников Варшавского договора при командующем общевойсковой армией в Чехословацкой народной армии. С октября 1963 — первый заместитель командующего — член Военного совета 1-й отдельной армии Киевского военного округа (армией в то время командовал дважды Герой Советского Союза генерал-полковник А. И. Родимцев), в марте 1966 года назначен командующим этой армией. В октябре 1967 года армия была переименована в 1-ю гвардейскую армию, Г. М. Баталов продолжал командовать ею. С июля 1969 — заместитель Главнокомандующего по боевой подготовке — начальник Управления боевой подготовки Группы советских войск в Германии. С августа 1970 года был военным советником при командующем войсками военного округа Национальной народной армии Германской Демократической Республики. С апреля 1971 года генерал-лейтенант Г. М. Баталов — в отставке.
Жил в Киеве. Работал заместителем директора Института кибернетики Академии наук УССР. Автор мемуаров. Вёл активную общественную работу, был членом Президиума Украинского комитета защиты мира, членом Украинского республиканского правления Общества советско-чехословацкой дружбы. Скончался 19 сентября 1988 года. Похоронен в Киеве на Лукьяновском военном кладбище.

## Награды
- Медаль «Золотая Звезда» Героя Советского Союза (26.10.1943, № 1408)
- Орден Ленина (26.10.1943)
- Четыре ордена Красного Знамени (3.02.1943, 26.07.1943, 31.10.1967, …)
- Орден Кутузова II степени (13.09.1944)
- Орден Отечественной войны I степени (11.03.1985)
- Орден Красной Звезды
- Медали, в том числе:
  - Медаль «За боевые заслуги»
  - Медаль «За оборону Сталинграда»
  - Медаль «За взятие Будапешта»
  - Медаль «За победу над Германией в Великой Отечественной войне 1941—1945 гг.»
  - Юбилейные медали

## Мемуары
- Баталов Г. М. Ратное поле. — Киев: Политиздат Украины, 1985. — 214 с.

## Память
- Почётный гражданин города Шебекино[4].
- В средней общеобразовательной школе поселка Маслова Пристань Шебекинского района Белгородской области находится краеведческий музей имени Г. М. Баталова.
- Одна из центральных улиц поселка Маслова Пристань названа в честь Г. М. Баталова.